# Bounce (musikalbum)
Bounce är rockgruppen Bon Jovis åttonde studioalbum, utgiven i oktober 2002. Det var kraftigt påverkat av terrorattentatet mot USA den elfte september 2001. 
Bounce är tolkat som ett återvändande till Bon Jovis "rötter". Sångerna i Bounce påminner mer om de tidigare Bon Jovi-skivorna än till exempel Crush (2000) gjorde. Albumet blev tvåa på albumlistan i både USA och Storbritannien, men är dock gruppens enda studioalbum som inte sålt platina i USA. Albumet har såldts i ungefär 5 miljoner exemplar. 
Den enda singeln som släpptes från Bounce var "Everyday", som handlar om hur man gick vidare från elfte september-attacken. Den första låten på skivan, "Undivided", som också handlar om elfte september kom dock att få större uppmärksamhet. 
Jon Bon Jovi, bandets sångare, har sagt att skivan är en "Jon och Richie"-skiva. Richie Sambora är gitarristen i bandet och Jon och Richie har samarbetat på alla utom två låtar av de 14 som finns på skivan.

## Låtlista
1. "Undivided" (Jon Bon Jovi/Billy Falcon/Richie Sambora) - 3:54
2. "Everyday" (Jon Bon Jovi/Andreas Carlsson/Richie Sambora) - 2:59
3. "The Distance" (Jon Bon Jovi/Desmond Child/Richie Sambora) - 4:49
4. "Joey" (Jon Bon Jovi/Richie Sambora) - 4:55
5. "Misunderstood" (Jon Bon Jovi/Andreas Carlsson/Desmond Child/Richie Sambora) - 3:31
6. "All About Lovin' You" (Jon Bon Jovi/Andreas Carlsson/Desmond Child/Richie Sambora) - 3:47
7. "Hook Me Up" (Jon Bon Jovi/Andreas Carlsson/Desmond Child/Richie Sambora) - 3:55
8. "Right Side of Wrong" (Jon Bon Jovi) - 5:51
9. "Love Me Back to Life" (Jon Bon Jovi/Richie Sambora) - 4:10
10. "You Had Me From Hello" (Jon Bon Jovi/Andreas Carlsson/Richie Sambora) - 3:50
11. "Bounce" (Jon Bon Jovi/Billy Falcon/Richie Sambora) - 3:13
12. "Open All Night" (Jon Bon Jovi/Richie Sambora) - 4:20
13. "No Regrets" (Jon Bon Jovi) (bonusspår på japansk utgåva)
14. "Postcards From the Wasteland" (Jon Bon Jovi) (bonusspår på japansk utgåva)